# 科澤利希納區

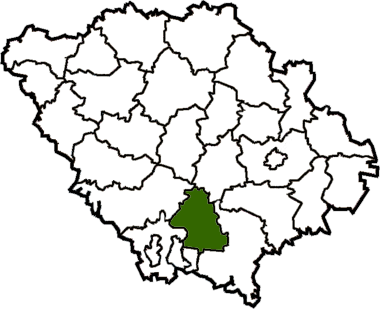

科澤利希納區（羅馬化：Kozelshchynskyi raion）是位於烏克蘭中部波爾塔瓦州的舊區，首府設於科澤利希納，並於2020年被撤銷。該區面積930平方公里，2015年人口19,854，人口密度每平方公里22.8人。